# Pro Bowl 2020
Der Pro Bowl 2020 ist das All-Star Game der National Football League (NFL) in der Saison 2019. Er wurde am 26. Januar 2020, eine Woche vor dem Super Bowl LIV, im Camping World Stadium in Orlando, Florida ausgetragen. Das Spiel wurde durch den Unfalltod von Kobe Bryant bei einem Hubschrauberabsturz in Kalifornien wenige Stunden vor Spielbeginn überschattet.

## Regeländerungen
- Wie auch in den vorangehenden Ausgaben des Pro Bowl gibt es keine Kickoffs. Bislang kam nach erzielten Punkten das gegnerische Team automatisch an der eigenen 25-Yard-Linie in Ballbesitz (wie nach einem Touchback). Neu eingeführt hingegen wurde die Option, dass das Team, das Punkte erzielt hat, alternativ einen Spielzug von der eigenen 25-Yard-Linie ausführen darf. Dabei müssen mindestens 15 Yards Raumgewinn erzielt werden, um in Ballbesitz zu bleiben. Andernfalls bekommt das gegnerische Team den Ball an der Stelle, an der der Spielzug endete. Diese Spielsituation entspricht einem 4th Down&15 und dient als Ersatz für einen Onside Kick.
- Die Regeln für einen False Start wurden angepasst. Ein Wide Receiver darf vor dem Snap einen Fuß bewegen, sofern er vor dem Snap eine Sekunde lang stillsteht.[3]

## AFC-Kader
Trainer

John Harbaugh

### Offense
| Position         | Starter                                                     | Ersatz                                                      | Alternative                                                  |
| ---------------- | ----------------------------------------------------------- | ----------------------------------------------------------- | ------------------------------------------------------------ |
| Quarterback      | 8 Lamar Jackson, Baltimore                                  | 15 Patrick Mahomes, Kansas City c 4 Deshaun Watson, Houston | 17 Ryan Tannehill, Tennessee a                               |
| Runningback      | 24 Nick Chubb, Cleveland                                    | 22 Derrick Henry, Tennessee 21 Mark Ingram Jr., Baltimore   |                                                              |
| Fullback         | 42 Patrick Ricard, Baltimore                                |                                                             |                                                              |
| Wide Receiver    | 10 DeAndre Hopkins, Houston b 13 Keenan Allen, LA Chargers  | 80 Jarvis Landry, Cleveland 10 Tyreek Hill, Kansas City c   | 14 Courtland Sutton, Denver a 17 D. J. Chark, Jacksonville a |
| Tight End        | 87 Travis Kelce, Kansas City c                              | 89 Mark Andrews, Baltimore                                  | 87 Jack Doyle, Indianapolis a                                |
| Offensive Tackle | 79 Ronnie Stanley, Baltimore 78 Laremy Tunsil, Houston      | 77 Trent Brown, Oakland b                                   | 78 Orlando Brown Jr., Baltimore a                            |
| Offensive Guard  | 73 Marshal Yanda, Baltimore 56 Quenton Nelson, Indianapolis | 66 David DeCastro, Pittsburgh b                             | 75 Joel Bitonio, Cleveland a                                 |
| Center           | 53 Maurkice Pouncey, Pittsburgh b                           | 61 Rodney Hudson, Oakland                                   | 78 Ryan Kelly, Indianapolis a                                |

### Defense
| Position           | Starter                                                       | Reserve                                                     | Alternative                                                   |
| ------------------ | ------------------------------------------------------------- | ----------------------------------------------------------- | ------------------------------------------------------------- |
| Defensive End      | 97 Joey Bosa, LA Chargers b 55 Frank Clark, Kansas City c     | 93 Calais Campbell, Jacksonville                            | 54 Melvin Ingram, LA Chargers a 41 Josh Allen, Jacksonville a |
| Defensive Tackle   | 97 Cameron Heyward, Pittsburgh 95 Chris Jones, Kansas City c  | 97 Geno Atkins, Cincinnati                                  | 99 Jurrell Casey, Tennessee Titans a                          |
| Outside Linebacker | 58 Von Miller, Denver 90 T. J. Watt, Pittsburgh               | 99 Matthew Judon, Baltimore                                 |                                                               |
| Inside Linebacker  | 53 Darius Leonard, Indianapolis                               | 54 Dont’a Hightower, New England b                          | 49 Tremaine Edmunds, Buffalo a                                |
| Cornerback         | 24 Stephon Gilmore, New England 27 Tre’Davious White, Buffalo | 24 Marcus Peters, Baltimore b 44 Marlon Humphrey, Baltimore | 23 Joe Haden, Pittsburgh a                                    |
| Free Safety        | 39 Minkah Fitzpatrick, Pittsburgh                             | 29 Earl Thomas, Baltimore                                   |                                                               |
| Strong Safety      | 33 Jamal Adams, NY Jets                                       |                                                             |                                                               |

### Special Teams
| Position          | Starter                          | Alternative               |
| ----------------- | -------------------------------- | ------------------------- |
| Punter            | 06 Brett Kern, Tennessee         |                           |
| Kicker            | 09 Justin Tucker, Baltimore      |                           |
| Return Specialist | 17 Mecole Hardman, Kansas City c | 19 Andre Roberts, Buffalo |
| Special Teamer    | 18 Matthew Slater, New England   |                           |
| Long Snapper      | 46 Morgan Cox, Baltimore         |                           |

## NFC-Kader
Trainer

Pete Carroll
Offense
| Position         | Starter                                                    | Ersatz                                                        | Alternative                                                                              |
| ---------------- | ---------------------------------------------------------- | ------------------------------------------------------------- | ---------------------------------------------------------------------------------------- |
| Quarterback      | 3 Russell Wilson, Seattle                                  | 9 Drew Brees, New Orleans 12 Aaron Rodgers, Green Bay b       | 8 Kirk Cousins, Minnesota a                                                              |
| Runningback      | 33 Dalvin Cook, Minnesota                                  | 22 Christian McCaffrey, Carolina b 21 Ezekiel Elliott, Dallas | 41 Alvin Kamara, New Orleans a                                                           |
| Fullback         | 44 Kyle Juszczyk, San Francisco c                          |                                                               | 30 C. J. Ham, Minnesota a                                                                |
| Wide Receiver    | 13 Michael Thomas, New Orleans 11 Julio Jones, Atlanta b   | 13 Mike Evans, Tampa Bay b 12 Chris Godwin, Tampa Bay b       | 17 Davante Adams, Green Bay a 19 Amari Cooper, Dallas a 19 Kenny Golladay, Detroit a     |
| Tight End        | 85 George Kittle, San Francisco c                          | 86 Zach Ertz, Philadelphia b                                  | 87 Jared Cook, New Orleans a 81 Austin Hooper, Atlanta a                                 |
| Offensive Tackle | 69 David Bakhtiari, Green Bay 77 Tyron Smith, Dallas       | 72 Terron Armstead, New Orleans                               | 65 Lane Johnson, Philadelphia a                                                          |
| Offensive Guard  | 79 Brandon Brooks, Philadelphia b 70 Zack Martin, Dallas b | 75 Brandon Scherff, Washington b                              | 75 Andrus Peat, New Orleans a 67 Larry Warford, New Orleans a 70 Trai Turner, Carolina a |
| Center           | 62 Jason Kelce, Philadelphia                               | 72 Travis Frederick, Dallas                                   |                                                                                          |

### Defense
| Position           | Starter                                                                 | Ersatz                                             | Alternative                                                                            |
| ------------------ | ----------------------------------------------------------------------- | -------------------------------------------------- | -------------------------------------------------------------------------------------- |
| Defensive End      | 94 Cameron Jordan, New Orleans 97 Nick Bosa, San Francisco c            | 99 Danielle Hunter, Minnesota                      | 97 Everson Griffen, Minnesota a                                                        |
| Defensive Tackle   | 99 Aaron Donald, LA Rams b 91 Fletcher Cox, Philadelphia                | 97 Grady Jarrett, Atlanta                          | 97 Kenny Clark, Green Bay a                                                            |
| Outside Linebacker | 52 Khalil Mack, Chicago b 55 Chandler Jones, Arizona                    | 58 Shaquil Barrett, Tampa Bay                      | 55 Za’Darius Smith, Green Bay a                                                        |
| Inside Linebacker  | 54 Bobby Wagner, Seattle b                                              | 59 Luke Kuechly, Carolina b                        | 54 Jaylon Smith, Dallas a 54 Eric Kendricks, Minnesota a                               |
| Cornerback         | 23 Marshon Lattimore, New Orleans b 25 Richard Sherman, San Francisco c | 23 Darius Slay, Detroit 20 Jalen Ramsey, LA Rams b | 23 Kyle Fuller, Chicago a 26 Shaquill Griffin, Seattle a 29 Xavier Rhodes, Minnesota a |
| Free Safety        | 32 Budda Baker, Arizona                                                 | 39 Eddie Jackson, Chicago                          |                                                                                        |
| Strong Safety      | 22 Harrison Smith, Minnesota                                            |                                                    |                                                                                        |

### Special Teams
| Position          | Starter                           | Ersatz |
| ----------------- | --------------------------------- | ------ |
| Punter            | 5 Tress Way, Washington           |        |
| Kicker            | 3 Wil Lutz, New Orleans           |        |
| Return Specialist | 11 Deonte Harris, New Orleans     |        |
| Special Teamer    | 84 Cordarrelle Patterson, Chicago |        |
| Long Snapper      | 45 Rick Lovato, Philadelphia      |        |

## Schiedsrichter
Hauptschiedsrichter des Spiels war Craig Wrolstad. Er wurde unterstützt vom Umpire Jeff Rice, Down Judge Michael Spanier, Line Judge Julian Mapp, Field Judge Dyrol Prioleau, Back Judge Dino Paganelli und dem Side Judge Jabir Walker. Replay Official waren Earnie Frantz und Terri Valenti.